# Гербі (серія фільмів)
Гербі — серія фентезійних комедійних спортивних фільмів про гоночний автомобіль «Фольксваген Жук» 1963 року випуску, який має власний розум, здатний керувати автомобілем і допомагає своїм власникам-людям покращити їх життя.
Перший фільм був випущений 1969 року. Усі шість фільмів і серіал були створені студією Walt Disney Productions.

## Фільми
- Любий «Жук» (1969)
- Гербі знову на ходу (1974)
- Гербі їде в Монте-Карло (1977)
- Гербі летить з котушок (1980)
- Любий «Жук» (1997)
- Гербі: Шалені перегони (2005)

## Серіал
- Гербі, любий «Жук» (1982)